# Helfrid

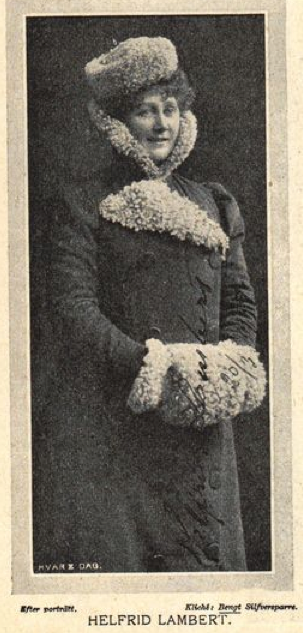
Helfrid Lambert

Helfrid och Helfrida är forntyska kvinnonamn, ursprungligen från Heilfrid som är sammansatt av ord som betyder lycka och frid. Det äldsta belägget i Sverige är från 1816 för Helfrid och från 1850 för Helfrida.
Den 31 december 2014 fanns det totalt 387 kvinnor folkbokförda i Sverige med namnet Helfrid, varav 115 bar det som tilltalsnamn. Motsvarande siffror för Helfrida var 34 respektive 1.
Namnsdag: saknas (Helfrid – 1986-1992: 4 juni, 1993-2000: 14 oktober; Helfrida – 1986-1992: 4 juni)

## Personer med namnet Helfrid eller Helfrida
- Helfrid Kinmansson, svensk skådespelare
- Helfrid Lambert, svensk skådespelare och operettsångare
- Helfrid Norell, svensk journalist och chefredaktör